# Деметилювання
Деметилюва́ння (рос. деметилирование, англ. demethylation) — вилучення метильної групи з органічних сполук зі заміною її, переважно в гетерозв'язках, на атом Н (наприклад, дією йодоводню на метоксильні сполуки) або, у випадку відповідних четвертинних солей, шляхом декватернізації, зокрема, при нагріванні N-метилзаміщених ароматичних азациклічних сполук (азинієвих, азолієвих солей та ін.).
R3C–X–CH3 → R3C–X–H 
(X = O, S, N)